# 무기 금수 조치
무기 금수 조치(Arms embargo)란 무기 혹은 이중 용도 기술에 적용되는 제한 또는 일련의 제재 조치를 뜻한다. 무기 금수 조치는 아래의 한 가지 이상 목적을 달성하기 위해 활용한다.
- 특정 세력의 행동에 대한 반대 의사 표시
- 진행 중인 분쟁에서 중립 의사 표시
- 무력 분쟁을 해결하기 위한 평화 과정의 한 부분인 평화 체계 구축[1]
- 특정 세력이 타인에게 가하는 폭력 능력을 제한
- 외국의 개입 전에 한 국가의 군사 능력 약화

## 역사적 예시

### 아르헨티나
미국의 대통령 지미 카터는 1997년 아르헨티나의 인권 침해에 대응해 아르헨티나 군부정권에 금수 조치를 가했다.
1982년 아르헨티나가 남대서양의 영국령 제도 두 곳인 포클랜드 제도를 침공하자 일주일 만에 유럽 경제 공동체(EEC)가 여러 경제 제재와 함께 무기 금수 조치를 시행했다. 유럽 국가는 포클랜드 전쟁이 끝나자 금수 조치를 해제했으며, 아르헨티나는 1989년 미국의 금수 조치가 해제될 때까지 서유럽과 이스라엘에 무기 공급을 요청했다.

### 중화인민공화국
미국과 유럽연합은 1989년 천안문 사태의 폭력 진압 이후 무기 금수 조치를 시행했다. 2004년과 2005년에는 유럽 내에서 중국 무기 금수 조치 해제에 관한 논쟁이 있었다.

## 시행된 무기 금수 조치 목록
아래 목록에 포함된 국가로는 유엔 또는 기타 국제기구(유럽연합, 유럽 안보 협력 기구(OSCE) 등), 기타 국가가 취하고 있는 무기 금수 조치이다. 경우에 따라 무기 금수 조치를 일반적인 무역 금수 조치, 기타 경제 제재나 특정인에 대한 여행 금지 조치로 보완한다. 무기 금수 조치는 보통 해당 국가에 거주하거나 설립된 모든 단체 혹은 개인에 적용되지만 인정된 정부군이나 평화유지군에 대해서는 금수 조치를 제외하는 부분 무기 금수 조치도 있다.

### 유엔의 금수 조치
- 중앙아프리카 공화국 (UN, EU 발효[6]), 2013년~현재
- 콩고 민주 공화국 (UN, EU가 비국가 폭력조직에 발효[7]), 2003년/1993년~현재
- 아이티 (UN 발효[8]), 2022년~현재
- 이라크 (UN 및 EU가 비정부군에 발효[9]), 2004년~현재
- 리비아 (UN, EU 발효[10][1]), 2011년~현재
- 북한 (UN, EU가 무기 및 사치품에 발효[11]), 2006년~현재
- 레바논 (UN, EU가 비정부군에 발효[12]), 2006년~현재
- 남수단 (UN 발효), 2018년~현재
- 수단 (UN, EU 발효[13]), 2004년/1994년~현재
- 예멘 (UN, EU 발효[8]), 2015년~현재

#### 과거의 금수 조치
- 에리트레아 (UN, EU 발효[14]), 2010년~2018년
- 기니 (EU 발훂[15]), 2009년~2014년[8]
- 이란 (UN, EU 발효[16]), 2006년~2020년[17]
- 코트디부아르 (UN, EU 발효[18]), 2004년~2016년[19]
- 르완다 (UN, EU 발효[20]), 1994년~2008년
- 시에라리온 (UN, EU 발효[21]), 1997년~2010년[22]
- 소말리아 (UN, EU 발효[23]), 1992년/2002년~2023년[24]
- 유고슬라비아 (UN, EU 발효[25][26]), 1991년 9월

### 기타 국가의 금수 조치
- 아르헨티나 (영국 발효[27][28]), 1982년~현재
- 아르메니아 (OSCE 발효[29]), 1992년~현재
- 아제르바이잔 (OSCE 발효[30]), 1992년~현재
- 벨라루스 (EU 발효[8]), 2011년~현재
- 쿠바 (미국 발효[31]), 1958년~현재
- 이집트 (EU 발효[8]), 2013년~현재
- 미얀마 (EU 발효[32]), 1990년~현재
- 중화인민공화국 (EU, 미국 발효[33][34]), 1989년~현재
- 베네수엘라 (EU 발효[8]), 2017년~현재
- 시리아 (아랍 연맹 발효[8]), 2011년~현재
- 짐바브웨 (EU 발효[35]), 2002년~현재

#### 과거의 금수 조치
- 시리아 (EU 발효[36]), 2011년~2013년[37]
- 튀르키예 (미국 발효[38]), 1975년~1978년
- 우즈베키스탄 (EU 발효[39]), 2005년~2009년[40]
- 베트남 (미국 발효), 1984년~1995년

## 같이 보기
- 암스 컨트롤
- 무기수출통제법
- 군수산업